# Yoakum
Yoakum is een plaats (city) in de Amerikaanse staat Texas, en valt bestuurlijk gezien onder DeWitt County en Lavaca County.

## Demografie
Bij de volkstelling in 2000 werd het aantal inwoners vastgesteld op 5731.
In 2006 is het aantal inwoners door het United States Census Bureau geschat op 5677, een daling van 54 (-0,9%).

## Geografie
Volgens het United States Census Bureau beslaat de plaats een oppervlakte van
11,8 km², geheel bestaande uit land. Yoakum ligt op ongeveer 121 m boven zeeniveau.

## Plaatsen in de nabije omgeving
De onderstaande figuur toont nabijgelegen plaatsen in een straal van 36 km rond Yoakum.